# Divisiones Regionales de la Región de Murcia 1967-68
Las divisiones regionales de fútbol son las categorías de competición futbolística de más bajo nivel en España, en las que participan deportistas aficionados, no profesionales. En las provincias de Murcia, Albacete y Alicante su administración corre a cargo de la Federación Regional Murciana de Clubes de Fútbol. Inmediatamente por encima de estas categorías estaba la Tercera División española.
En la temporada 1967-1968 las divisiones regionales se compone tan solo de Primera Regional.
Esta temporada no hubo ascensos a Tercera División por reestructuración y reducción de equipos de la categoría.
Para la temporada siguiente se vuelve a instaurar la Segunda Regional, por lo que hay numerosos descensos.

## Primera Regional

### Clasificación
|  |     | Equipos de fútbol         | PJ | G  | E  | P  | GF  | GC  | Dif | Pts |
|  | --- | ------------------------- | -- | -- | -- | -- | --- | --- | --- | --- |
|  | 1.  | Crevillente Industrial CF | 36 | 25 | 4  | 7  | 101 | 47  | +54 | 54  |
|  | 2.  | Monóvar CD                | 36 | 23 | 4  | 9  | 89  | 47  | +42 | 50  |
|  | 3.  | UD Altea                  | 36 | 21 | 7  | 8  | 104 | 38  | +66 | 49  |
|  | 4.  | CD Español SVR            | 36 | 20 | 4  | 12 | 66  | 48  | +18 | 44  |
|  | 5.  | CD Alhameño               | 36 | 17 | 9  | 10 | 69  | 60  | +9  | 43  |
|  | 6.  | CD Torre Pacheco          | 36 | 18 | 7  | 11 | 83  | 53  | +30 | 43  |
|  | 7.  | Atlético Petrelense CF    | 36 | 17 | 8  | 11 | 59  | 48  | +11 | 42  |
|  | 8.  | CD Albatera               | 36 | 17 | 8  | 11 | 78  | 57  | +21 | 42  |
|  | 9.  | Olímpico Juvenil          | 36 | 18 | 5  | 13 | 72  | 48  | +24 | 41  |
|  | 10. | Jijona CF                 | 36 | 16 | 9  | 11 | 69  | 54  | +15 | 41  |
|  | 11. | SD Villajoyosa            | 36 | 16 | 6  | 14 | 73  | 45  | +28 | 38  |
|  | 12. | UD Aspense                | 36 | 18 | 2  | 16 | 73  | 63  | +10 | 38  |
|  | 13. | CD San Vicente            | 36 | 14 | 5  | 17 | 54  | 56  | -2  | 33  |
|  | 14. | Callosa OJE               | 36 | 12 | 5  | 19 | 57  | 89  | -32 | 29  |
|  | 15. | AD Hellín                 | 36 | 8  | 10 | 18 | 52  | 94  | -42 | 26  |
|  | 16. | Jumilla CF                | 36 | 9  | 5  | 22 | 49  | 95  | -46 | 23  |
|  | 17. | Monforte CD               | 36 | 8  | 4  | 24 | 39  | 96  | -57 | 20  |
|  | 18. | CD Agostense              | 36 | 4  | 6  | 26 | 22  | 112 | -90 | 14  |
|  | 19. | CD San Juan               | 36 | 3  | 8  | 25 | 37  | 95  | -58 | 14  |
|  | 20. | La Roda CF                | 0  | 0  | 0  | 0  | 0   | 0   | 0   | 0   |

Pts = Puntos; PJ = Partidos Jugados; G = Partidos Ganados; E = Partidos Empatados; P = Partidos Perdidos; GF = Goles Anotados; GC = Goles Recibidos
|  | Desciende a Segunda Regional |